# Студен пустинен климат
Студеният пустинен климат е климатичен тип в класификацията на Кьопен, означаван със символа BWk. Отличава се от другите типове сух климат с особено ниските валежи (под 50% от нивото на евапотранспирация) и относително ниските температури (средната годишна температура е под 18 °C).
Студеният пустинен климат обхваща пустинните и полупустнните области на Централна Азия, както и по-малки пустинни и полупустинни зони с голяма надморска височина или голяма географска ширина.
Студеният пустинен климат в системата на Кьопен обикновено попада в субтропичния и дори в умерения пояс по класификацията на Алисов.